# Western Stars
Western Stars är ett musikalbum av Bruce Springsteen från 2019. Det är hans nittonde studioalbum och gavs ut av skivbolaget Columbia Records. Producent för skivan är Ron Aniello som även producerade hans två föregående skivor Wrecking Ball och High Hopes. Springsteen har själv komponerat samtliga av skivans låtar. Han har berättat i en intervju med Variety att musiken är inspirerad av tidig 1970-talspop från södra Kalifornien.
Med ett snittbetyg på 84/100 på sidan Metacritic har skivan fått ett mycket gott mottagande. Albumet nådde andraplatsen på amerikanska Billboard 200-listan, och förstaplatsen på brittiska albumlistan.

## Låtlista
1. "Hitch Hikin'" - 3:37
2. "The Wayfarer" - 4:18
3. "Tucson Train" - 3:31
4. "Western Stars" - 4:41
5. "Sleepy Joe's Café" - 3:14
6. "Drive Fast (The Stuntman)" - 4:16
7. "Chasin' Wild Horses" - 5:03
8. "Sundown" - 3:17
9. "Somewhere North of Nashville" - 1:52
10. "Stones" - 4:44
11. "There Goes My Miracle" - 4:05
12. "Hello Sunshine" - 3:56
13. "Moonlight Motel" - 4:16